# 圣塞巴斯蒂安-弗鲁瓦萨尔站
聖塞巴斯蒂安-弗鲁瓦萨尔站（法語：Saint-Sébastien - Froissart）是巴黎地鐵的一個車站。車站的名稱來自於附近的聖塞巴斯蒂安路和弗鲁瓦萨尔路，分別取名於聖塞巴斯蒂安和让·弗鲁瓦萨尔。聖塞巴斯蒂安-弗鲁瓦萨尔站開通於1931年5月5日，是巴黎地鐵8號線的車站。

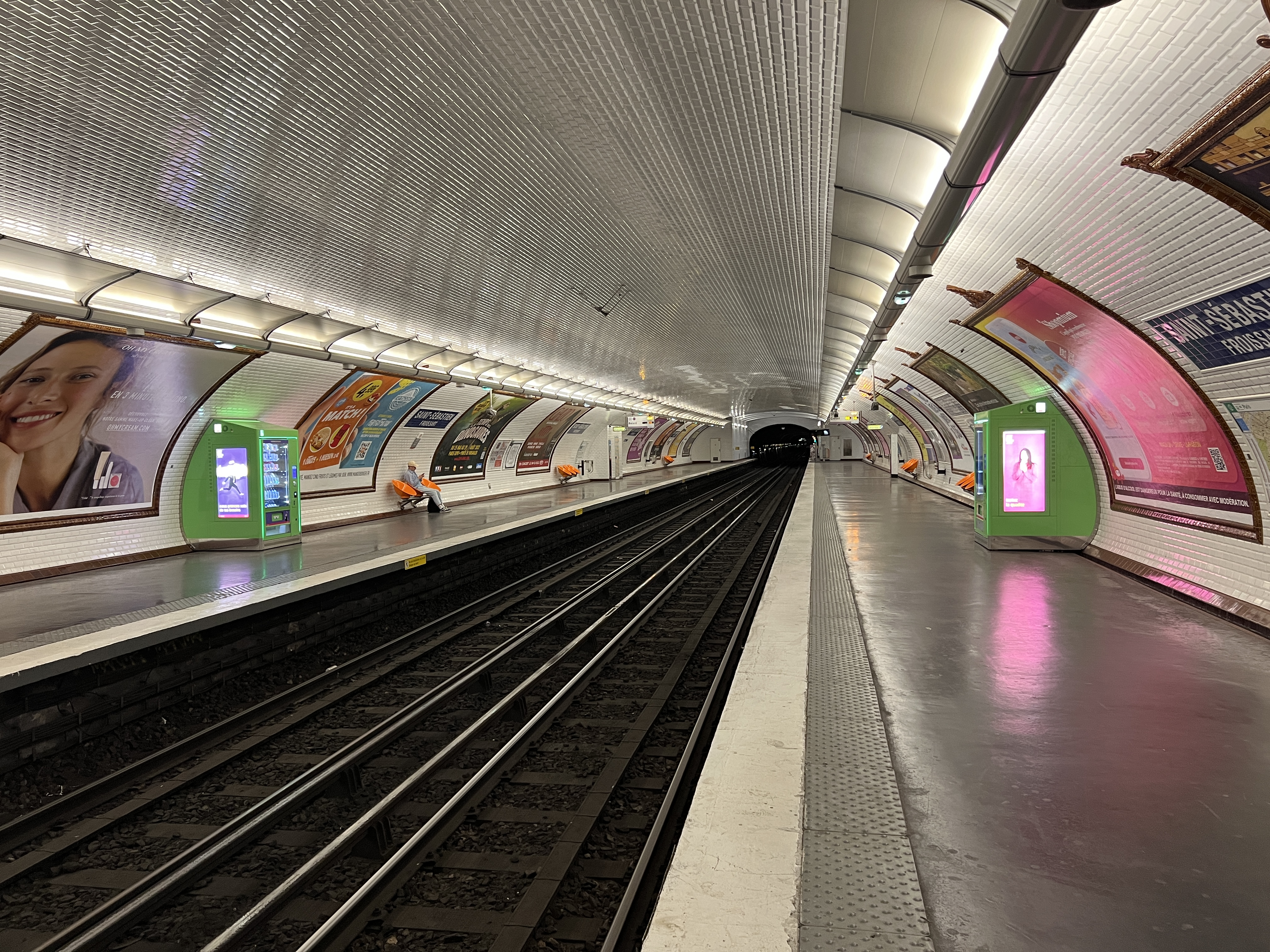
月台（2022年7月）

## 車站結構
| 街道層 |                    |                        |
| B1     | 月台連接夾層       |                        |
| 月台層 | 側式月台，右側開門 | 側式月台，右側開門     |
| 月台層 | 往巴拉尔           | 往巴拉尔（十字架之女） |
| 月台層 | 往湖之角           | 往湖之角（綠徑）       |
| 月台層 | 側式月台，右側開門 |                        |